# Petrorhagia nanteuilii
Petrorhagia nanteuilii är en nejlikväxtart som först beskrevs av Bumat, och fick sitt nu gällande namn av Peter William Ball och Heywood. Petrorhagia nanteuilii ingår i släktet klippnejlikor, och familjen nejlikväxter. Inga underarter finns listade i Catalogue of Life.

## Bildgalleri

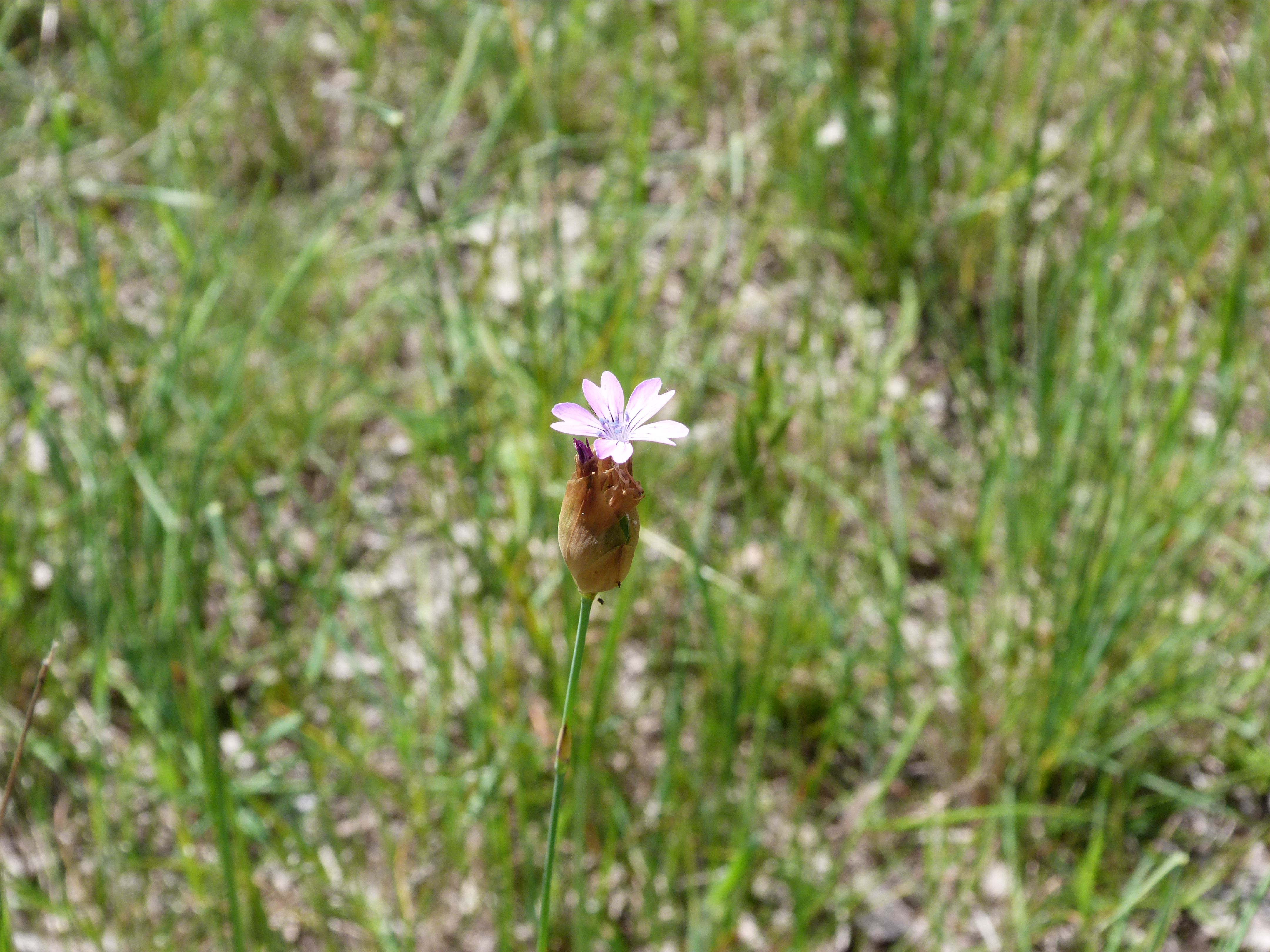
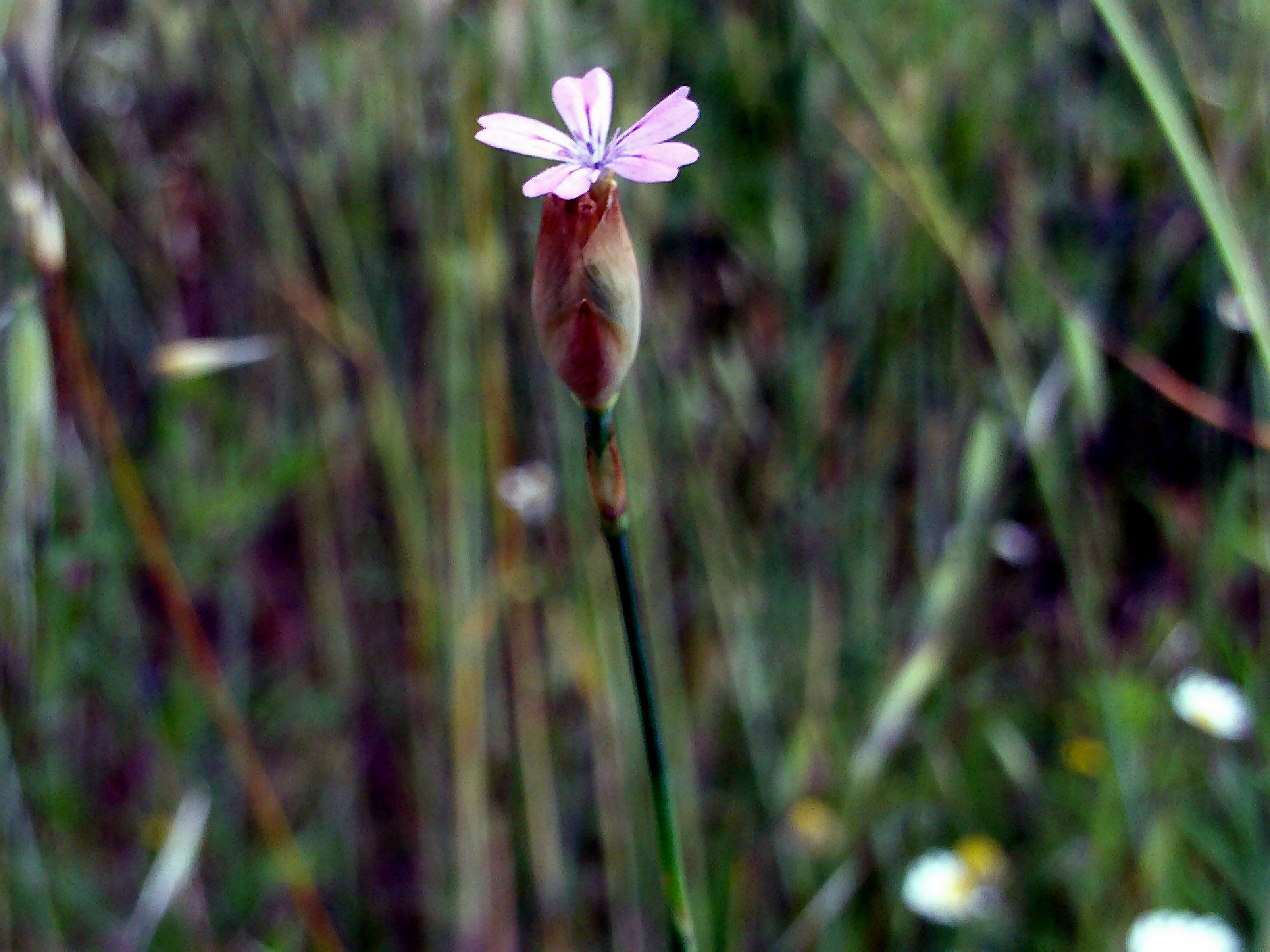